# Schizonobia hirsutellum
Schizonobia hirsutellum är en spindeldjursart som beskrevs av Athias-Henriot 1961. Schizonobia hirsutellum ingår i släktet Schizonobia och familjen Tetranychidae. Inga underarter finns listade i Catalogue of Life.